# Axayacatl
Axayacatl (nahuatl. āxāyacatl u značenju „vodeno lice”; španj. Axayácatl) (cca. 1449. –  1481.), šesti astečki car, tlatoani Tenochtitlana (1469. – 1481.). Nastavio je širiti granice Astečkog Carstva.

## Životopis
Bio je sin princa Tezozomoca i princeze Atotoztli II. Preko oca bio je unuk astečkog cara Itzcoatla († 1440.), a preko majke, unuk Montezume I. († 1468.) kojeg je naslijedio nakon njegove smrti. Prije krunjenja, pokrenuo je kaznenu ekspediciju protiv pobunjene provincije Cotaxtla kako bi pribavio zarobljenike za žrtvovanje prigodom čina krunidbe.
Godine 1473. pokorio je grad Tlatelolco i pogubio njegova kralja Moquihuixa. Godine 1478. poveo je vojnu kampanju protiv Tarascana u Michoacanu, koja je završila katastrofalnim astečkim porazom. Od ukupno 20.000 vojnika u glavni grad Tenochtitlan vratilo se tek 200.